# Köhlgarten
Der Köhlgarten ist ein 1230 m ü. NHN hoher Berg im Südschwarzwald in Baden-Württemberg.  Er liegt zwischen Freiburg im Breisgau und Basel auf dem Gebiet der Dörfer Neuenweg und Wies (Gemeinde Kleines Wiesental) und der Stadt Müllheim im Markgräflerland (Gebietsexklave östlich von Badenweiler). Er ist der Hauptgipfel des Gebirgskammes zwischen den markanteren Bergen Belchen (1414,2 m ü. NHN) und Blauen (1165,4 m ü. NHN).

## Lage und Charakteristik
Der Köhlgarten liegt 1,5 Kilometer südlich des Sirnitzpasses, der zwischen Badenweiler und Schönau den Kamm zwischen Blauen und Belchen überquert.
Der Köhlgarten ist ein sich westöstlich erstreckender Bergstock, von dem sechs meist kurze Bergkämme ausgehen. Er hat zwei Hauptgipfel, wobei der niedrigere, aber von der Rheinebene aus prägnantere auf den meisten Karten als der eigentliche beschriftet ist. Er hat eine Höhe von 1224,5 m ü. NHN, auf topographischen Karten ist meistens 1224,2 m ü. NHN angegeben. Er ist durch eine 27 Meter tiefe Scharte vom 5,5 Meter höheren Ostgipfel (auch Köhlgartenkopf genannt) getrennt.
Der Köhlgarten besteht im Wesentlichen aus Graniten, seine Nordabdachung ist jedoch aus Gesteinen aufgebaut, die zur Kulm-Zone Badenweiler–Lenzkirch gehören (im Berggebiet überwiegend Vulkanite). Die Gesteine der Badenweiler-Lenzkirch-Zone sind meist etwas weniger standfest als die umgebenden Gesteine. Auch darum ist das Gelände im Bereich des Köhlgarten insgesamt etwas weniger steilhängig als sonst in diesem westlichsten Kamm des Südschwarzwalds.

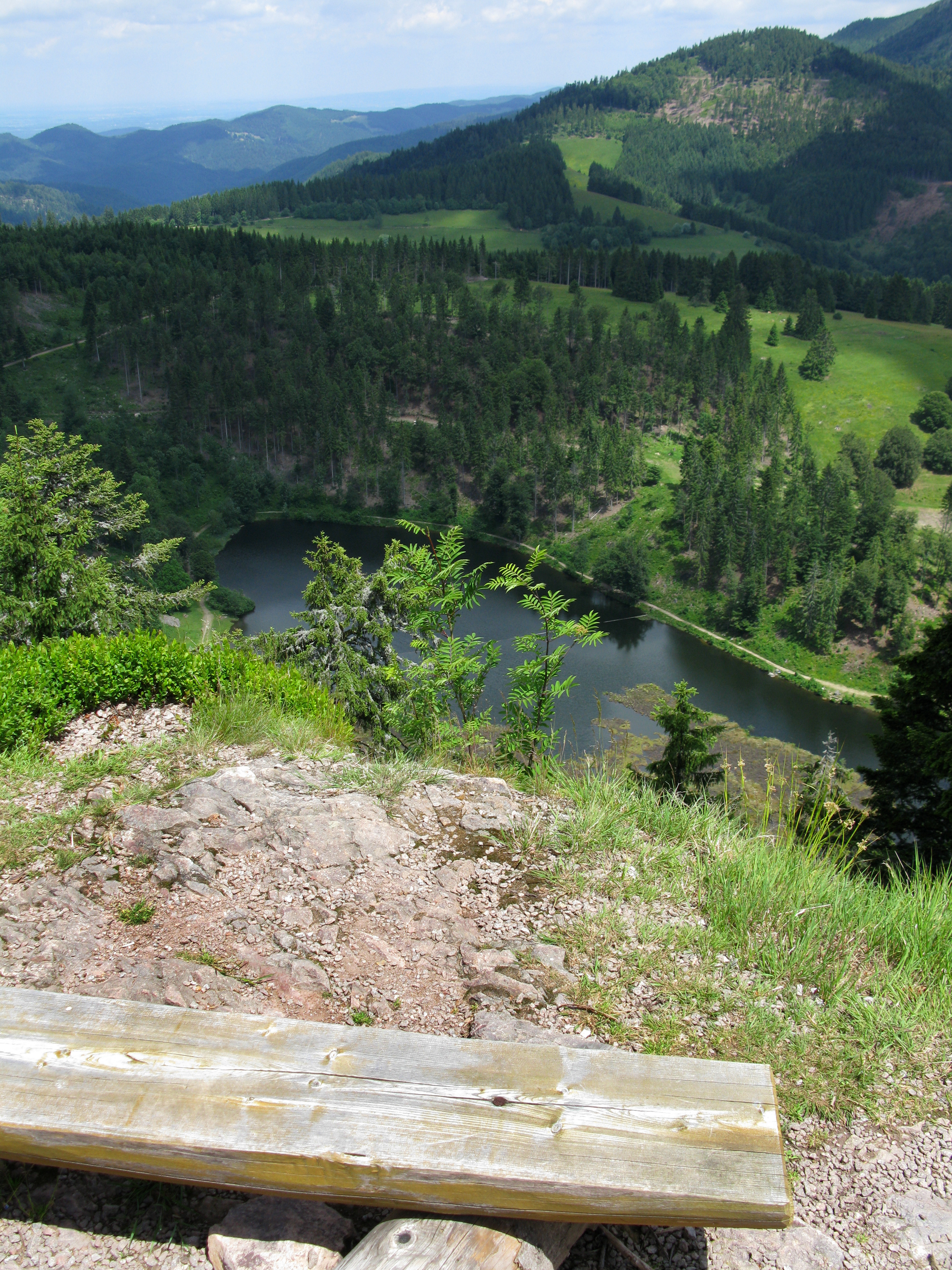
Blick vom Weiherfelsen nordöstlich des Köhlgarten-Ostgipfels auf den Nonnenmattweiher

Wohl auch wegen der teils nur mäßig geneigten Hänge weist der Köhlgarten mit dem Nonnenmattweiher einen Karsee auf, anders etwa als der wesentlich höhere und deshalb in den Kaltzeiten stärker vergletscherte Belchen, denn auf der Leeseite im Osten des 1,5 Kilometer langen, nach Norden abgetreppten Gipfelplateaus konnte sich von weither verwehter Triebschnee ansammeln und zu einem Kargletscher entwickeln. Im Köhlgartengebiet gibt es weitere fünf Karmoore: Südlich des Nonnenmattweihers liegt unterhalb des Nebengipfels Zipfel ein kleineres Kar, dessen Boden das von Moränen begrenzte Seilemoos (Niedermoor) ausfüllt. Auch in den nördlich benachbarten Weiherkopf sind zwei Kare eingesenkt. Aus der Wand über dem inzwischen weitgehend zum Niedermoor verlandeten Weiher ragt, wie am Nonnenmattweiher, eine Weiherfelsen genannte Felsformation heraus.
Am Südhang entspringt in zwei Quellbächen die Köhlgartenwiese, die über die Kleine Wiese zur Wiese entwässert, in den Nordhängen entspringen der vom Sirnitzpass westwärts zum Oberrhein hinabrauschende Klemmbach ebenso wie der andere Klemmbach, der als rechter Oberlauf der Kleinen Wiese von diesem Pass zunächst ostwärts abfließt.

## Vegetation und Naturschutz
Die relativ sanfte Topographie hat in früheren Jahrhunderten eine großflächige Waldweidenutzung zugelassen. Zusammen mit Rodungen für den Holzbedarf von Glashütten, dem Bergbau (am Köhlgarten wohl auch auf Quecksilber) und der namengebenden Köhlerei führte dies zum allmählichen Verkahlen des Berges, bis das Großherzogtum Baden im 19. Jahrhundert nach und nach Flächen zur Aufforstung aufkaufte. Die natürliche Vegetation eines hochmontanen Fichten-Tannen-Buchenwaldes ist außer in Steillagen nicht mehr vorhanden und zumeist Fichtenforsten gewichen. Der Bergwald ist als Schonraum für Auerhühner ausgewiesen.
Der Berg ist überwiegend Teil des Biosphärengebiets Schwarzwald (Karwände im Osten: Kernzone, sonst Pflegezone) sowie des Vogelschutzgebiets Südschwarzwald. Der steile Nordosthang ist einbezogen in das Naturschutzgebiet Nonnenmattweiher.